# François-Bernard Huyghe
Pour les articles homonymes, voir Huyghe.
François-Bernard Huyghe, né le 5 août 1951 à Paris et mort dans la même ville le 1er septembre 2022, est un politologue, médiologue et essayiste français.
Il est directeur de recherches à l’Institut de relations internationales et stratégiques (IRIS) et président de l’Observatoire stratégique de l’information (OSI). 

## Biographie
Fils de René Huyghe, François-Bernard Huyghe est docteur d'État en science politique (1983) et habilité à diriger des recherches en sciences de la communication (1996).
D'après Renaud Lecadre et Ghislaine Ottenheimer, il a appartenu à Ordre nouveau, puis au Groupe union défense (GUD). Il a collaboré à Défense de l'Occident dans les années 1970, et est devenu en 1977 directeur de Jeune nation solidariste,.
En 1999, il signe pour s'opposer à la guerre en Serbie la pétition « Les Européens veulent la paix », initiée par le collectif d'extrême droite pro-serbe Non à la guerre. Début 2019 une contribution de son nom est apparue dans un ouvrage collectif coordonné et édité par Pierre-Yves Rougeyron, une personnalité de la mouvance souverainiste et identitaire sur le web.
Il est l'époux d'Édith Huyghe (morte en 2014). 
Il est mort le 1er septembre 2022.

### Carrière
François-Bernard Huyghe est réalisateur de télévision[source secondaire nécessaire], puis fonctionnaire international au secteur « Culture Communication » à l'Unesco de 1984 à 1987,.
Il enseigne notamment au Celsa (université Paris IV-Sorbonne), est directeur de recherche à l'Institut de relations internationales et stratégiques (IRIS),, où il travaille à la fois en tant qu'enseignant et en tant que chercheur en médiologie,. Il y crée par ailleurs l'Observatoire géostratégique de l'Information en ligne.
Il est également membre du conseil scientifique du Conseil supérieur de la formation et de la recherche stratégiques. Il intervient comme formateur et consultant pour Huyghe Infostratégie Sarl, et est enseignant à l'École de guerre économique,.
Dans le même temps, il participe à la revue Medium, fondée par Régis Debray, et écrit dans le « Carnet des médiologues », blog hébergé sur le site du magazine Marianne,. Il est également l'animateur du blog huyghe.fr.

## Publications
Il est l’auteur de nombreux ouvrages :
- La Soft-idéologie, avec Pierre Barbès, Éd. Robert Laffont, 1987.
- La Langue de coton, Éd. Robert Laffont 1991.
- Les Experts ou l'art de se tromper de Jules Verne à Bill Gates, Éd. Plon 1996.
- Images du monde, avec Édith Huyghe, Éd. Jean-Claude Lattès 1999.
- Histoire des secrets : De la guerre du feu à l'Internet avec Édith Huyghe, Éd. Hazan 2000.
- L'Ennemi à l'ère numérique, Chaos, Information, Domination, Presses universitaires de France, collection Défense et défis nouveaux, 2001.
- Les Coureurs d'épices, avec Édith Huyghe, Petite Bibliothèque Payot, 2002.
- Écran/ennemi : terrorismes et guerres de l'information, Paris, éd. 00h00, coll. « Stratégie », 2002.
- Les Routes du tapis  avec Édith Huyghe, coll. « Découvertes Gallimard/Arts » (no 462), 2004.
- Business sous influence, Éditions d'Organisation, 2004.
- Quatrième guerre mondiale. Faire mourir et faire croire, Éd. du Rocher, collection L'art de la guerre, 2004.
- Comprendre le pouvoir stratégique des médias, Éd. Eyrolles, 2005.
- La Route de la soie avec Édith Huyghe, Petite Bibliothèque Payot, 2006.
- Maîtres du faire croire. De la propagande à l'influence Éd. Vuibert, 2008.
- Contre-pouvoir. De la société d'autorité à la démocratie d'influence, avec Ludovic François, Ellipses, 2009.
- Les terroristes disent toujours ce qu'ils vont faire avec Alain Bauer, Presses universitaires de France, 2010.
- Terrorismes : violence et propagande, Éd. Gallimard, coll. « Découvertes Gallimard/Histoire » (no 575), 2011.
- Think tanks : quand les idées changent vraiment le monde, Éd. Vuibert, 2013.
- Gagner les cyberconflits : au-delà du technique, avec Olivier Kempf et Nicolas Mazzucchi, Economica, 2015.
- Désinformation : les armes du faux, Armand Colin, 2016.
- Daech : l'arme de la communication dévoilée, VA Éditions, 2017.
- Fake news : la grande peur, VA Éditions, 2018.
- Avec Xavier Desmaison et Damien Liccia, Dans la tête des Gilets jaunes, VA éd., 2019.
- L'Art de la guerre idéologique, Le Cerf, 2019.
- Fake news, Manip, Infox et Infodémie en 2021, VA Éditions, 2021.
- Sous la dir. de Pierre-Yves Rougeyron[20], Pourquoi combattre ?, Éditions Perspectives Libres, Paris, Janvier 2019,  (ISBN 979-10-90742-482).
- La bataille des mots, VA Éditions, 2022[21].

## Récompenses
- Prix Louis-Castex, 1994[22].
- Prix des intellectuels indépendants, 1994.